# Waadhoeke

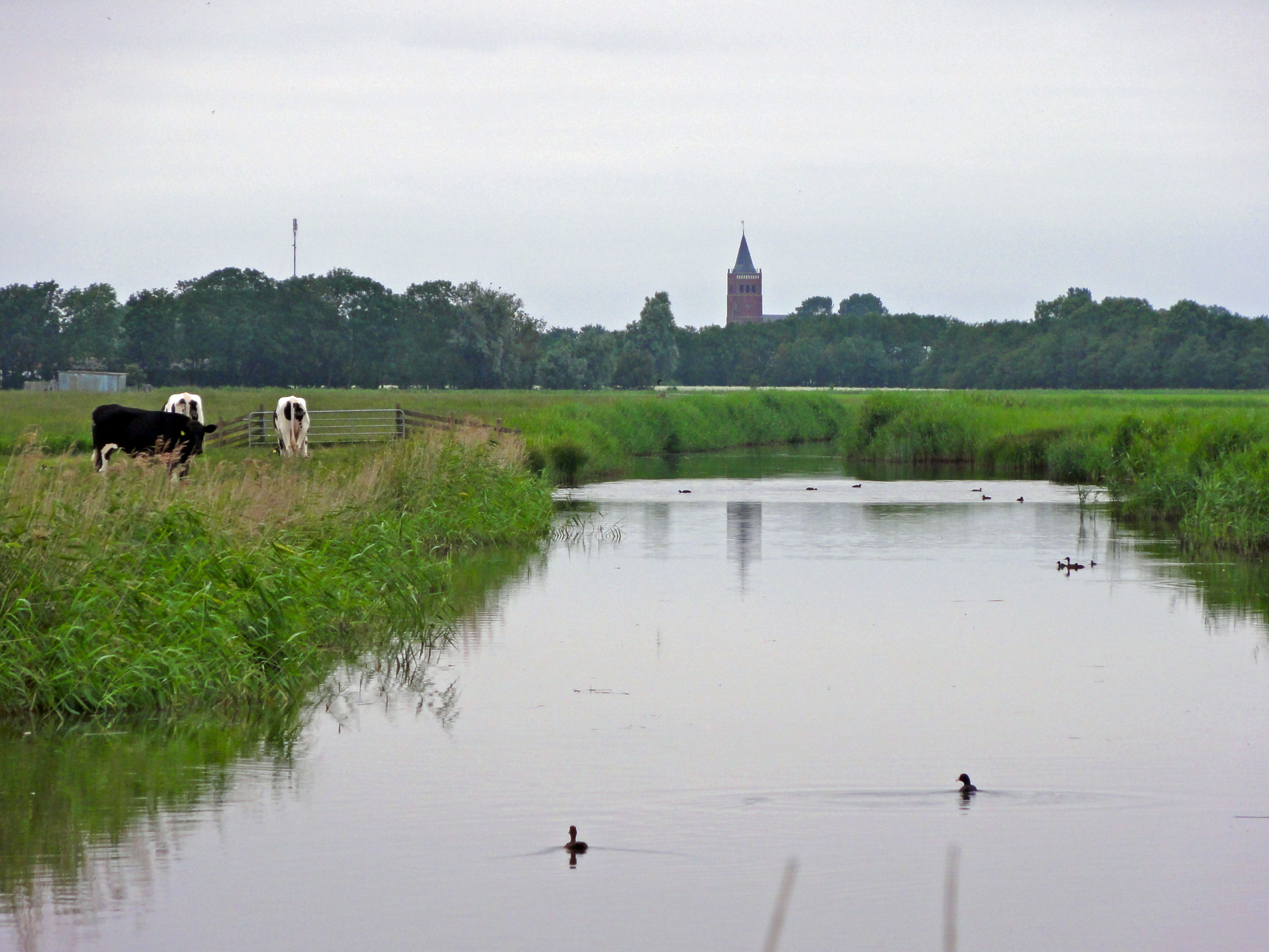
Paisatge del municipi de Waadhoeke

Waadhoeke (De Waadhoeke  en frisó) és un municipi de la província de Frísia, al nord dels Països Baixos.
L'1 de gener de 2018 tenia 47.000 habitants repartits per una superfície de 317 km² (dels quals 32,24 km² corresponen a aigua).
La ciutat de Franeker és la capital de Waadhoeke.